# Lamposaari (ö i Mellersta Finland, Äänekoski, lat 62,83, long 26,08)
Lamposaari är en ö i Finland. Den ligger i sjön Keitele och i kommunen Konnevesi i den ekonomiska regionen  Äänekoski ekonomiska region  och landskapet Mellersta Finland, i den centrala delen av landet, 300 km norr om huvudstaden Helsingfors. Öns area är 5,2 hektar och dess största längd är 0,5 kilometer i nord-sydlig riktning.